# Вибори до Європейського парламенту в Австрії 2009
Вибори Європарламенту в Австрії у 2009 році проходили 7 червня. На виборах визначилися всі 17 депутатських місць Австрії в Європарламенті (раніше Австрія була представлена в Європарламенті 18 депутатами). Явка на виборах становила 46,0 %.

## Результати
| Партія                                                     | Голосів           | Місць | Δ   |
| ---------------------------------------------------------- | ----------------- | ----- | --- |
| Австрійська народна партія                                 | 858 921 (29,98 %) | 6     | ▬   |
| Соціал-демократична партія Австрії                         | 680 041 (23,74 %) | 5     | ▼ 2 |
| «Доктор Мартін — за демократію, контроль і справедливість» | 506 092 (17,67 %) | 3     | ▲ 1 |
| Австрійська партія свободи                                 | 364 207 (12,71 %) | 2     | ▲ 1 |
| Зелені (Австрія)                                           | 284 505 (9,93 %)  | 2     | ▬   |
| Альянс за майбутнє Австрії                                 | 131 266 (4,6 %)   | 1     | ▲ 1 |